# Ezopove basne
Ezopove basne su zbirka basni koje je napisao Ezop (620 - 560. pr. Kr.), rob i pripovjedač koji je živio u Staroj Grčkoj. U tim kratkim pričama, životinje su personifikacija ljudi. Danas su popularne kod odgojitelja jer daju moralnu poruku djeci. Također su dale inspiraciju brojnim piscima basni poput Jean de La Fontainea.

## Popis nekih Ezopovih basni
- Lavlji udio
- Cvrčak i mrav
- Medvjed i putnici
- Dječak koji je vikao Evo vuka
- Uobraženi dječak
- Mačka i miševi
- Pjetao i dragulj
- Vrana i ćup
- Jelen bez srca
- Pas i kost
- Pas i vuk
- Pas u jaslima
- Seljak i roda
- Seljak i zmija
- Žaba i vol
- Žabe koje su htjele kralja
- Lisica i vrana
- Lisica i koza
- Lisica i grožđe
- Guska koja je snjela zlatna jaja
- Iskreni drvosječa
- Lav i miš
- Vijeće miševa
- Neposlušni pas
- Sjeverni vjetar i Sunce
- Kornjača i zec
- Gradski miš i seoski miš
- Vuk u janjećoj koži
- Trska i maslina
- Zid i čavao
- Starac i smrt
- Čavka i sova

Jedna priča često i netočno pripisana Ezopu je Štipavac i žaba.